# 창녕 사직단
창녕 사직단(昌寧 社稷壇)은 대한민국 경상남도 창녕군 창녕읍에 있는 조선시대의 사직단이다. 2011년 11월 10일 경상남도의 기념물 제278호로 지정되었다.

## 현지 안내문
사직단은 토지의 신 사(社)와 곡식의 신 직(稷)에게 제사를 지내던 곳이다. 조선시대 창녕현의 사직단에 관한 기록은 1530년에 간행된 『신증동국여지승람(新增東國輿地勝覽)』에 처음 등장하며, 이후 『여지도서(輿地圖書)』(1757～1765), 『경상도읍지(慶尙道邑誌)』(1832), 『조선후기지방지도(朝鮮後期地方地圖)』(1872), 『교남지(嶠南誌)』(일제강점기) 등의 문헌에 꾸준히 보이고 있다. 모든 기록에 사직단은 현의 서쪽 1리에 위치한다고 하였는데, 실제로 현존하는 사직단은 위치나 방향 등에서 기록의 내용과 일치한다. 창녕사직단은 적어도 16세기 이전에 건립된 것으로 추정되며, 현감 이전수(縣監 李田秀)에 의해 보수된 기록도 남아있다.
창녕 사직단은 2006년 지표조사(경남대학교 박물관)와 2011년 발굴조사(삼강문화재연구원)를 통해 제단(祭壇)과 담장의 기초시설, 계단, 부속건물지, 단(段)과 석축(石築) 등이 확인되었다. 해발 102m의 작은 구릉 정상부를 깎으면서 정리하여 평평한 대지(臺地)를 만들고, 그 가운데에 제단을 만들었다. 제단은 대지 위에 흙을 쌓아올린 것이 아니라 구릉을 정지하는 과정에서 중앙부의 높은 곳을 사각형으로 깎아서 만든 점이 특징이다. 구릉을 사각형으로 깎는 과정에서 사각형이 흐트러진 부분에는 흙을 쌓거나 할석(割石)을 덧대어 보충하였다. 제단으로 올라가는 계단은 확인되지 않았다.
조성된 대지의 가장자리에는 담장[壝]을 쌓았는데, 동·서·남쪽에서는 담장의 기초시설이 확인되었으나 북쪽에서는 담장이 확인되지 않았다. 동·서·남쪽 세 곳의 출입구에는 담장 외곽에 계단이 설치되었는데, 지형에 따라 각각 그 폭과 길이가 다르다. 제단의 남서쪽에서 1칸짜리 건물지 1동이 확인되었는데, 제사를 지내지 않을 때 이곳에 위패를 모셔둔 것으로 추정된다.
제단이 위치하는 대지 아래쪽의 구릉 경사면은 수직에 가깝게 단(段)을 지웠으며, 부분적으로는 돌을 쌓아 단을 보강하였다. 이 단은 구릉의 아래쪽에 이르기까지 전체에 걸쳐 조성되었으며, 현재 육안으로 대략 6～7단 이상이 확인되고 있다.
창녕 사직단은 기본적으로 조선시대의 사직단 관련 예제(禮制)에서 크게 벗어나지는 않았지만, 지형적인 여건을 감안하여 다소 변용이 이루어져 있다. 제단을 쌓지 않고 구릉을 깎아서 만든 점, 북측에는 돌로 쌓은 담장이 없는 점, 구릉 전체에 단(段)을 조성한 점 등은 다른 지방에서 볼 수 없는 창녕만의 특징이다. 창녕 사직단은 원형을 잘 유지하고 있으면서 조선시대 지방 사직단의 지역색을 두드러지게 보이고 있어, 사직단 연구에 중요한 자료가 된다.

## 같이 보기
- 사직단

## 참고 자료
- 창녕 사직단 - 국가유산청 국가유산포털